# BMW Scuderia R.O.
Scuderia R.O. is een Nederlands bedrijf dat gespecialiseerd was in de tuning van BMW motorfietsen. De letters 'R.O.' zijn afgeleid van de initialen van eigenaar van dit eenmansbedrijf, de Amsterdammer Rudy Ottenhoff. Het bedrijf vestigde zich in 1969 in Amsterdam-West.

## Geschiedenis
Begin jaren zeventig is R.O. met wegracen begonnen door het ombouwen, het maken van een speciaal frame, tuning en andere aanpassingen, waaronder een speciale sterkere telescoopvork en tunen van een BMW tweekleppen-boxermotor kopklepper. De tweeklepper heeft van origine een cilinderinhoud van 750 cc. Mede door de onderliggende nokkenas en de cardanaandrijving (allemaal met vermogensverlies) geen gebruikelijke keuze. Als straatfiets is deze boxer beter bekend als de Gummi Kuh.
Na een periode van enkele jaren rust werd in de begin jaren tachtig de tweeklepper voorzien van een Upside Down voorvork en een zesversnellingsbak.
Na tuning bereikte de tweeklepper een inhoud van 1100 cc met op het achterwiel +/- 100 pk bij 8500 RPM en een topsnelheid van tegen 260 km/u.
Hierbij werd geen gebruik gemaakt van bestaande door de fabriek geleverde opvoerkits.
Bijzonder is dat er nooit in productielijn gewerkt is.
Nadat de tweeklepper uitgetuned was (er kon niet nog meer vermogen uitgehaald worden) is in de jaren negentig verder gewerkt aan de ontwikkeling van de nieuw op de markt verschenen BMW Boxer 4 klepper (The Blue Baron) waarmee niet alleen op Nederlandse maar ook op internalionale circuits werd gereden in o.a. klassen als Battle of the Twins, Sound of Thunder en Pro Super Bikes.
In 2001 is de racerij opgehouden nadat Scott Richardson op zijn Honda CBR Fireblade op het Isle of Man een zeer zwaar ongeluk kreeg en daarbij één been moest missen. Daarna was de motivatie om verder te gaan volledig verdwenen. In diezelfde periode werden tevens de betreffende klassen uit het programma van de KNMV geschrapt.

## Wedstrijden

### Nederland
- Almere - stratencircuit de Vaart
- Assen - Circuit van Drenthe
- Eemshaven - Eemshaven (circuit) Seaport
- Hengelo Gelderland - Varsselring
- Oss -stratencircuit Elzenburg
- Tolbert - stratencircuit CC Races
- Twello - stratencircuit de Sluiner
- Venray - Circuit de Peel - Raceway Venray
- Zandvoort - Circuit Park Zandvoort

### Internationaal
- België; Circuit van Zolder, Spa-Francorchamps
- Duitsland; Oschersleben - Motorsport Arena Oschersleben
- Oostenrijk; Salzburg - Österreichring/A1 Ring
- Frankrijk; Pau - stratencircuit, SaintPol/Croix en Ternois - Grand Prix de Pau
- Italië; Vallelunga - Autodromo Vallelunga
- Engeland; Donington - Donington Park, Lidn
- Verenigde Staten; Florida - Daytona - Daytona International Speedway - AMA

## Rijders
- Piet Mantel - 2 klepper
- Rik Zwaan - 2 + 4 klepper
- Jaco Duijst - 2 klepper
- Eric Vermeerschen - 2 + 4 klepper Testrijder
- Lex van Dijk - 4 klepper
- Scott Richardson - 4 klepper